# Francisco Xavier de Santa Rita Bastos Baraúna
Frei Francisco Xavier de Santa Rita Bastos Baraúna nasceu na Bahia (1785-1846) e foi um frade franciscano e poeta brasileiro.

## Biografia
Conhecido pelo seu anedotário, sonetos e suas pregações Frei Baraúna, foi um dos primeiros personagens que desenvolveram no Brasil a ideia de liberdade e o valor de se ser brasileiro e desenvolveu nesta terra o culto de um pensamento independente.
Damasceno Vieira escreveu após a sua morte o seguinte trecho em seu livro sobre as memórias brasileiras:
"consagrou o melhor de sua existência à paixão do jogo, do vinho e das mulheres, pelo que sofreu muitas prisões no cárcere de seu convento".